# Sablan
Sablan es un municipio filipino de quinta categoría perteneciente a  la provincia de Benguet en la Región Administrativa de La Cordillera, también denominada Región CAR.

## Geografía
Tiene una extensión superficial de 105.63 km² y según el censo del 2007, contaba con una población de 10 890 habitantes y 1873 hogares; 10 511 habitantes el día primero de mayo de 2010

### Barangayes
Sablan se divide administrativamente en 8  barangayes o barrios, todos de carácter rural.
| - Bagong - Balluay | - Banangan - Banengbeng | - Bayabas - Kamog | - Pappa - Población |

## Historia
El nombre del municipio proviene del árbol llamado sabdang, abundante en la ribera del río del mismo nombre. Su población se compone de inmigrantes procedentes del barrio de San Pascual de Tuba Kabayan, Bokod, La Trinidad, Atok y otros pueblos vecinos, en su mayoría Ibalois. A finales de la década de 1970 llegaron  Ilocanos a establecerse en las tierras bajas de Sablán.
En 1900, al principio de la ocupación norteamericana se establece el Gobierno Provincial de Benguet, manteniendo las subdivisiones políticas españolas. Igorrotes fueron nombrados presidentes municipales.
El primer alcalde electo bajo el Régimen estadounidense fue Garoy, sustituyendo a  Manuel Pacalso.
El 20 de octubre de 1911 el Vicegobernador Eckman  anunció la apertura al tráfico de la carretera de Naguilian en La Isabela, por donde circula el primer automóvil que atraviesa este municipio en dirección a Baguio. También se instaló una línea telefónica que se utiliza para dar señales a los vehículos que entran o salen debido a la estrechez de la carretera.